# Digitaria monodii
Digitaria monodii är en gräsart som beskrevs av Jan Frederik Veldkamp. Digitaria monodii ingår i släktet fingerhirser, och familjen gräs. Inga underarter finns listade i Catalogue of Life.